# Privatisierung
Privatisierung (von lat. privatus) im engen Sinn bezeichnet die Umwandlung von öffentlichem Vermögen in privates Eigentum. Im weiteren Sinne wird mit Privatisierung die Verlagerung von bisher staatlichen Aktivitäten in den privaten Sektor der Wirtschaft verstanden. Eine allgemein anerkannte Definition gibt es jedoch nicht.
Außerdem wird unter „Privatisierung“ die Umwandlung von Mehrfamilienhäusern in Eigentumswohnungen verstanden, auch Wohnungsprivatisierung genannt.

## Begriffsgeschichte
Das Wort „privatisieren“ lässt sich im deutschen Sprachraum seit Anfang des 19. Jahrhunderts nachweisen. So erscheint er in den Göttingischen Gelehrten Anzeigen von 1846: „In keinem Lande ist das System der Privatisierung der Staatsforsten so allgemein beliebt, wie in dem gesegneten, waldreichen Oestreich“ (S. 203). Hingegen hieß „Privatisieren“ häufig noch, sich in das Privatleben zurückziehen, den Verpflichtungen einer Amtsstellung entziehen usw.
Seit Mitte des 20. Jahrhunderts wird es fast durchgängig im Sinne von Handlungen verwendet, bei denen etwas vorher „Staatliches“ auf Private übertragen wird, etwa das Eigentum an Immobilien oder Aktien. Hieraus hat sich das Substantiv „Privatisierung“ entwickelt.

## Theoretische Grundlagen und Geschichte
Laut Befürwortern entsprechen Privatisierungen den Forderungen des Liberalismus nach selbstverantwortlicher, privatautonomer Gestaltung des Wirtschaftsprozesses als Grundlage der Wirtschaftsordnung. Bereits der Klassische Liberalismus und der in den 1930er und 1940er Jahren aufkommende Neoliberalismus forderten einen weitgehenden Rückzug des Staates aus dem Wirtschaftsgeschehen. Neoliberale Ideen wurden im Konzept der Sozialen Marktwirtschaft Grundlage des Wirtschaftssystems der Bundesrepublik Deutschland, ohne laut Fritz Rittner und Meinrad Dreher jedoch bereits zu dieser Zeit eine geschlossene Theorie der Privatisierung entwickelt zu haben. Eine umfassende Privatisierungspolitik sei erstmals in den 1980er Jahren in Großbritannien unter Margaret Thatcher und den USA unter Ronald Reagan realisiert worden, basierend auf den wirtschaftsliberalen Ideen von Milton Friedman und anderen Vertretern der Chicagoer Schule als theoretischem Fundament. Laut Jörn Axel Kämmerer dagegen sei in Deutschland bereits in den Nachkriegsjahren der Vermögensbestand des Bundes und der Länder deutlich abgebaut worden. Forderungen nach Privatisierung seien dabei von den CDU-Politikern Ludwig Erhard und Karl Arnold erhoben und ihre Durchführung vom Bundesministerium für den wirtschaftlichen Besitz des Bundes als „Privatisierungsministerium“ unterstützt worden.
Chiara Cordelli (University of Chicago) beschreibt das Phänomen der Privatisierung dagegen als Rückfall in einen vorzivilisatorischen Zustand.

## Arten der Privatisierung
Mit dem Oberbegriff Privatisierung werden höchst unterschiedliche Sachverhalte bezeichnet. Im ursprünglichen Sinne bedeutet Privatisierung die Übertragung von staatlichem Eigentum an private Eigentümer. Dieser klassische, am Eigentum orientierte Privatisierungsbegriff wurde in der neueren Privatisierungsdiskussion stark erweitert. Dieser erweiterte Privatisierungsbegriff lässt sich grundsätzlich in materielle, formelle oder funktionale Privatisierung unterscheiden.
- materielle Privatisierung: der Staat zieht sich aus der Güterproduktion zurück und überlässt es dem Markt, in welcher Art und in welcher Menge die entsprechenden Güter produziert werden.[9][10] Man spricht hier auch von Aufgabenprivatisierung, weil vormals vom Staat übernommene Aufgaben an die Privatwirtschaft abgegeben werden.[11] Diese weitestgehende Form der Privatisierung wird auch als „echte“[12][13] oder auch als „eigentliche“ Privatisierung[14] beziehungsweise als „Privatisierung im engeren Sinn“ bezeichnet.[15] Materielle Privatisierungen erfolgen oft durch die Veräußerung öffentlicher Unternehmen oder anderem öffentlichen Vermögen an Private. In diesem Fall spricht man auch von Vermögensprivatisierung.[16]
- funktionale Privatisierung: der Staat beauftragt private Unternehmen mit Aufgaben, die zuvor von der öffentlichen Hand erfüllt wurden. Der Staat bedient sich dabei zur Erfüllung seiner Aufgaben lediglich der Hilfe von Privaten, ohne dass es dabei zu einer Übertragung der öffentlichen Aufgabe selbst kommt.[17] Diese Form wird mitunter als „unechte Privatisierung“ betrachtet.[15] Es wird jedoch auch argumentiert, dass es sich bei der funktionalen Privatisierung um eine Aufgabenteilprivatisierung handelt, bei der nur ein „Teilbeitrag mit Bezug zu einer Staatsaufgabe“ an den privaten Sektor ausgelagert wird, so dass dieser Typus zwischen „echter“ und „unechter“ Privatisierung rangiert.[18] Teilweise wird auch noch zwischen „echter“ und „unechter“ funktionaler Privatisierung differenziert. Während mit Ersterer die Fremdvergabe an rein private Erfüllungsgehilfen gemeint ist, werden bei Letzterer bereits bestehende staatliche Unternehmen eingeschaltet.[19]
- formelle Privatisierung: eine von öffentlichen Haushalten wahrgenommene Aufgabe verbleibt auch weiterhin in der Verantwortlichkeit des Staates, lediglich die Rechtsform wird in eine Gesellschaft des Privatrechts gewandelt, wobei das staatliche Eigentum weiterhin besteht.[2] Diese auch Organisationsprivatisierung genannte Form ist häufig im Bereich der Daseinsvorsorge der Fall, wenn etwa auf kommunaler Ebene sogenannte Eigengesellschaften gegründet werden.[20] Da hier die Eigentumsverhältnisse unberührt bleiben, wird bei dieser schwächsten Form der Privatisierung auch von „unechter Privatisierung“ oder „Scheinprivatisierung“ gesprochen.[21][22][23]

Über diese Grundformen hinaus gibt es noch eine Vielzahl weiterer Unterscheidungen und es bestehen bei diesen Typisierungen häufig Überschneidungen und fließende Übergänge. Eine allgemein anerkannte Definition gibt es jedoch nicht. Laut Jörn Axel Kämmerer wird das Bemühen um Klärung des Begriffs „Privatisierung“ zur Farce, wenn eine Typisierung dem gleichen Begriff unterschiedliche und zum Teil unvereinbare Bedeutungsgehalte zuerkennt. Deshalb ist nach Ansicht von Franz-Joseph Peine Privatisierung „zum Schlagwort degeneriert, dem alles und damit letztlich nichts zugeordnet werden kann.“

## Privatisierung und Marktregulierung
Privatisierung wird oft in engen Zusammenhang mit Deregulierung gebracht. Der genaue Zusammenhang zwischen Privatisierung und Deregulierung ist in der Literatur jedoch aufgrund von sich unterscheidenden Begriffsverständnissen umstritten. Zum Teil wird unter Regulierung eine marktbeschränkende staatliche Einflussnahme, bis hin zu einer Verstaatlichung, verstanden. Von anderen Autoren wird darunter in einem umfassenderen Sinn eine staatliche Steuerung (Governance) verstanden, die auch im Rahmen privatisierter Strukturen öffentliche Ziele wie Versorgungssicherheit, soziale Gerechtigkeit oder Umweltstandards gewährleisten soll.
Sowohl Privatisierung als auch Deregulierung zielen auf eine „Verschlankung“ des Staates und den Ausbau des freien Marktes aus. Kritiker weisen jedoch darauf hin, dass diese Ziele nicht zwangsläufig zu einer verbesserten Versorgung oder höherer Effizienz führen. Vor allem in Bereichen öffentlicher Daseinsvorsorge wie Energie, Wasser, Gesundheit oder Verkehr zeigt sich in vielen Fällen, dass private Anbieter primär an Gewinnmaximierung interessiert sind, während langfristige Investitionen, flächendeckende Versorgung oder soziale Verantwortung vernachlässigt werden können. In Deutschland führte die Auflösung staatlicher Monopole nicht zingend zu mehr Wettbewerb, sondern zu einer Neuordnung unter wenigen marktbeherrschenden Konzernen. Hier stellt sich auch die Frage ob bei Aufgaben die teilweise privatisiert wurden nicht verstärkte Regulierung geltend gemacht werden müsse. Jedenfalls in Deutschland machte die Auflösung staatlicher Monopole Formen der Regulierung erforderlich. Solange eine öffentliche Monopolverwaltung besteht, existieren keine Marktteilnehmer, auf die staatlicherseits eingewirkt werden müsste. Regulierung wird hier als ein Instrument verstanden, mit welchem der Staat seiner Gewährleistungspflicht nachkommt. Die „derzeitigen Marktverhältnisse“ bedürften daher Johann-Christian Pielow zufolge nach wohl übereinstimmender Auffassung in den meisten Versorgungsbereichen „einer flankierenden Re-Regulierung durch den Staat“, weil die marktbeherrschende Position ehemaliger Monopolunternehmen fortwirke oder z. B. bei Versorgungsnetzen die Problematik bezüglich eines natürlichen Monopols weiterhin bestehe. Zudem solle das „Rosinenpicken“ (cherry picking) verhindert werden, bei dem nach der Privatisierung nur lukrative Teile des Geschäfts bei Vernachlässigung der Versorgung in der Fläche weitergeführt werden. Es sei jedoch darauf zu achten, dass eine maßvolle Re-Regulierung nicht in eine Re-Bürokratisierung umschlage und so die Marktkräfte, die sie eigentlich befreien möchte, wieder hemmt. Auf der Grundlage empirischer Studien wird ein positiver Zusammenhang zwischen Privatisierung und einer daraufhin zunehmenden Re-Regulierung von der Forschung zum regulativen Kapitalismus angenommen. Dadurch führt eine Privatisierung nicht zwingend zur Reduktion staatlicher Steuerung, sondern zu einer veränderten, oft intransparenten Form von Regulierung, die nicht zwangsläufig den Interessen der Allgemeinheit dient. Der Ausdruck Re-Regulierung ist nach Ansicht von Fritz Rittner und Meinrad Dreher missverständlich, da es sich nach demjenigen Regulierungsbegriff, der jede marktbeschränkende staatliche Einflussnahme umfasst, im Ganzen um einen Vorgang der Deregulierung handelt, da die staatliche Regulierung eines privatisierten Wirtschaftssektors gesamtwirtschaftlich eine verminderte Regulierung im Vergleich zur kompletten Beibehaltung eines staatlichen Monopols darstellt.
Im Bericht an den Club of Rome zu den Grenzen der Privatisierung beschreiben Wissenschaftler unterschiedlich verlaufene Privatisierungsbeispiele aus aller Welt. Danach könne Privatisierung erfolgreich sein, wenn der Staat die Regeln bestimmt und Wettbewerb garantiert. „Gute Regulierung ist die Voraussetzung für erfolgreiche Privatisierung“, meint Ernst Ulrich von Weizsäcker, Herausgeber des Berichts. Aus ordnungspolitischer Sicht dürfen bei Privatisierungen deshalb staatliche Monopole nicht einfach durch private Monopole ersetzt werden. Vielmehr muss der Staat für einen funktionierenden Wettbewerb sorgen und eine umfassende und effektive Regulierung notwendig, um die öffentliche Daseinsvorsorge dauerhaft zu sichern.

## Bewertung und empirische Evaluation
Nach dem Gesamtkonzept für die Privatisierungs- und Beteiligungspolitik des Bundes des Bundesministerium der Finanzen aus dem Jahre 1991 ergebe sich ein ordnungspolitischer Nutzen wie folgt:

„In der sozialen Marktwirtschaft gebührt grundsätzlich privater Initiative und privatem Eigentum Vorrang vor staatlicher Zuständigkeit und staatlichem Eigentum (→Subsidiaritätsprinzip). Privates Eigentum und privatwirtschaftliche, durch Markt und Wettbewerb gesteuerte und kontrollierte unternehmerische Tätigkeit gewährleisten am besten wirtschaftliche Freiheit, ökonomische Effizienz und Anpassung an sich verändernde Marktverhältnisse und damit Wohlstand und soziale Sicherheit für die Bürger. […] Überall da, wo es möglich ist, muß in weitestgehendem Umfang privates Eigentum an die Stelle des staatlichen Eigentums treten.“

Nach Auffassung der Monopolkommission, einer der zentralen Promotoren der deutschen Privatisierungspolitik, kämen bei der privaten Leistungserbringung Spezialisierungs-, Rationalisierungs- und Betriebskostenvorteile zum Tragen, womit sich auch ein besseres Anreiz- und Sanktionssystem verbinde.
Privatisierungspolitik wird häufig mit der wirtschaftsliberalen Überzeugung begründet, dass der Anteil des öffentlichen Sektors zugunsten der privaten Wirtschaft zurückgedrängt werden müsse und die privatwirtschaftliche Leistungserbringung, da durch die Gesetze des Marktes geregelt, grundsätzlich effizienter erfolge. Andere Autoren weisen darauf hin, dass es neben erfolgreichen Privatisierungen auch Fälle gegeben habe, in denen sich gemischte Resultate ergaben oder sogar systematische Misserfolge auftraten.
In der Volkswirtschaftslehre unterscheiden sich neoklassische Modelle, die keine Transaktionskosten berücksichtigen, von transaktionskostenökonomischen Ansätzen in ihrer Bewertung von Privatisierungen. Während erstere in der Regel den Ruf nach Privatisierungen unterstützen, ergibt sich auf der Grundlage von Transaktionskostenansätzen ein differenzierteres Bild. Die Transaktionskostenökonomik betont, dass die Paretoeffizienz des Wettbewerbsgleichgewichts nur unter realitätsfernen Bedingungen gewährleistet sei. Unter Berücksichtigung von Informations- und Überwachungskosten wird etwa von David Sappington und Joseph Stiglitz hervorgehoben, dass nicht alle Privatisierungen erfolgreich seien, weil die Einflussnahme auf intrakommunale Unternehmen mit geringeren Transaktionskosten verbunden ist.
Nach Soenke Lehmitz ergebe eine Auswertung von über 50 Studien aus fünf Ländern, in denen die Auswirkung von Privatisierung auf die Effizienz in unterschiedlichsten Bereichen betrachtet wurde, dass die meisten Studien eine Vorteilhaftigkeit der privaten Produktion nahelegten. Die Studie des amerikanischen Project on Government Oversight (POGO) aus dem Jahr 2011 kommt hingegen zu dem Ergebnis, dass das Outsourcing von Dienstleistungen in den meisten (bei 33 von 35) untersuchten Fällen teurer für den amerikanischen Steuerzahler sei, als wenn diese Dienstleistungen von staatlichen Beschäftigten erbracht worden wären.
Nach Ansicht von Attac dürfen Bereiche öffentlicher Daseinsvorsorge wie Bildungswesen, Verkehr, Gesundheitssektor, Energie- und Wasserversorgung nicht der Marktlogik überantwortet werden, da sie Aufgaben erfüllten, die über ökonomische Fragen hinausgingen, und somit nicht nach Maßstäben von Rentabilität geführt oder beurteilt werden dürften. Von Peter Erdmeier wird darauf hingewiesen, dass Politiker die Möglichkeit, im öffentlichen Sektor andere als Rentabilitätsziele zu verfolgen, zur Durchsetzung von wahl- und parteipolitischen Interessen nutzen könnten.
Der Bundestagsabgeordneten und Verkehrsexperte Victor Perli sieht die 1998 erfolgte Privatisierung der Tank & Rast als eine Entscheidung zu Lasten der Verbraucher. „Tank & Rast ist die Geschichte einer Privatisierung, die dazu führt, dass sich heute wenige sehr bereichern an dem Betrieb von Autobahnraststätten, die öffentliche Hand da viel Geld dafür reinsteckt, die Beschäftigten kaum mehr bekommen als den Mindestlohn, und die Kundinnen und Kunden sehr hohe Preise zahlen müssen, wenn sie tanken, wenn sie etwas essen möchten. Und das ist eine ganz schlimme Geschichte von Privatisierungsversagen.“

## Praxis der Privatisierung

### Situation in Deutschland

#### Rechtliche Aspekte

##### Staatsaufgaben
Das Grundgesetz (GG) enthält keinen abgeschlossenen Katalog der Staatsaufgaben. Nicht auf Vertrag beruhende Eingriffsrechte unterliegen stets der staatlichen Aufsicht und bedürfen der Beleihung (z. B. TÜV). Eine weitere Grenze für Privatisierungen bietet in Deutschland der Funktionsvorbehalt des Art. 33 Abs. 4 GG, der vorsieht, dass die Ausübung hoheitsrechtlicher Befugnisse in der Regel Angehörigen des öffentlichen Dienstes zu übertragen ist (siehe auch Beamter). Dies verhindert, dass die polizeilichen Aufgaben im engeren Sinn privatisiert werden. Ferner ist in Art. 14 Abs. 3 und Art. 15 GG die Möglichkeit der Verstaatlichung verankert.
Aus verfassungsrechtlichen Gründen sind der materiellen Privatisierung Grenzen durch obligatorische oder zwingende Staatsaufgaben – etwa im Bereich der Eingriffsverwaltung – gesetzt. Betroffen sind vor allem Aufgaben, die vom staatlichen Gewaltmonopol umfasst sind, etwa die Justiz und das Militär, die Zwangsvollstreckung und das öffentliche Beurkundungswesen, das Währungswesen sowie Aufgaben der Polizei. Auch im Bereich der kommunalen Selbstverwaltung wird nach deutschem Recht ein privatisierungsfester Kern vor weitreichender Aufgabenprivatisierung geschützt, so dass daraus ein (relatives) Privatisierungsverbot resultiert. Siehe hierzu auch den Hauptartikel Kommunale Selbstverwaltung. Nach den meisten Personalvertretungsgesetzen steht dem Personalrat ein Mitbestimmungs – oder zumindest ein Mitwirkungsrecht bei Privatisierungsvorhaben zu.

##### Öffentliche Aufgaben
Gemäß Art. 28 GG gehört es zum Selbstverwaltungsrecht der Länder, auch Aufgaben der Daseinsvorsorge wahrzunehmen und damit gegebenenfalls Privatisierungen auf kommunaler Ebene, z. B. im Bereich der Wasser- und Energieversorgung, vorzunehmen oder im Wege von Rekommunalisierungen rückgängig zu machen. Öffentliche Aufgaben – also auch Aufgaben der Daseinsvorsorge – müssen nach der Rechtsprechung des Bundesverfassungsgerichts nicht unmittelbar vom Staat erledigt werden. Soweit sich der Staat im Wege der Privatisierung aus der Aufgabenerfüllung zurückzieht, behält er unter Umständen Regulierungs-, Überwachungs- und Einstandspflichten, deren genaue Ausgestaltung im konkreten Fall bestimmt werden muss. Im Falle der seit der Wiedervereinigung Deutschlands vorangetriebenen Privatisierungen und des Ausverkaufs gemeinschaftlicher Infrastruktur zeigt sich, dass eine privatisierte Eisenbahn nicht pünktlicher ist oder der Netzausbau (Glasfasernetz) durch die Deutsche Telekom AG nicht vorankommt, da man wirtschaftlich agiert und von Mitbewerber für die letzte Meile hohe Netzentgelte verlangt. Hier stellt sich die Frage, ob das Eisenbahnnetz, Stromnetz, Telefonnetz usw. nicht besser unter staatlicher Kontrolle zu belassen wäre und der Betrieb durch Privatunternehmen im Wettbewerb erbracht wird.

#### Beispiele

##### Bundesebene
In der Bundesrepublik Deutschland wurden mehrere große Einrichtungen und Sondervermögen des Bundes in private Rechtsformen umgewandelt (formelle Privatisierung).
- Im Zuge der deutschen Bahnreform wurden die Deutsche Bundesbahn und Deutsche Reichsbahn in die Deutsche Bahn AG überführt.
- Bundesanstalt für Flugsicherung in die Deutsche Flugsicherung GmbH

Zusätzlich kapitalmäßig voll- oder teilprivatisiert wurden:
- Im Rahmen der deutschen Postreform wurde die Deutsche Bundespost in die Deutsche Post AG, die Deutsche Telekom AG und die Deutsche Postbank AG aufgeteilt.
- Deutsche Bundesdruckerei (inzwischen wieder verstaatlicht),
- Lufthansa, VIAG, VEBA, Volkswagen, Flughafen Hamburg, Bundesanzeiger, Lübecker Hafengesellschaft, Fraport, IVG Immobilien

Eine besondere geschichtliche Situation entstand durch die deutsche Wiedervereinigung. Die DDR trat der Bundesrepublik bei. Nach der Einführung der D-Mark in der DDR am 1. Juli 1990 waren große Teile der volkseigenen Unternehmen der DDR nicht mehr wettbewerbsfähig. Die Treuhandanstalt privatisierte viele dieser Unternehmen. Sie wurde 1994 in mehrere Organisationen aufgeteilt, die wichtigste davon war die Bundesanstalt für vereinigungsbedingte Sonderaufgaben.
Einen Spezialfall innerhalb der Privatisierung ehemals volkseigener Betriebe der DDR stellte die Rückgabe an enteignete Alteigentümer dar. Dieser Vorgang wurde als Reprivatisierung bezeichnet und schloss insbesondere Betriebe ein, die im Zuge der Verstaatlichungswelle 1972 zu volkseigenen Betrieben wurden, jedoch keine Enteignungen zwischen 1945 und 1949. Problematisch war hierbei die Abgrenzung der Reprivatisierungs-Masse, da enteignete Betriebe in der Zeit bis 1990 oftmals mehrfach umstrukturiert, aufgespalten und zusammengelegt worden waren.

##### Kommunale Ebene
Schrittmacher in der Weimarer Republik war das Königsberger System. Beispiele für Privatisierungen im Kommunalbereich sind unter anderem die Privatisierung oder Teilprivatisierung von Stadtwerken. Dazu gehören seit den 1990er Jahren die Berliner Wasserbetriebe, die MVV Energie, die Neckarwerke Stuttgart, die Stadtwerke Essen und die Stadtwerke Düsseldorf. Bedeutende private Anteilseigner an ehemals vollständig kommunalen Unternehmen sind RWE, Veolia, E.ON und EnBW.
In einigen Bürgerbegehren wurde seither die Offenlegung der Privatisierungsverträge und die Rekommunalisierung von privatisierten Kommunalbetrieben gefordert. In Berlin gab es am 13. Februar 2011 einen erfolgreichen Volksentscheid über die Offenlegung der Teilprivatisierungsverträge bei den Berliner Wasserbetrieben.
Beispiele für eine Rekommunalisierung sind der Verkauf der Thüga an ein Konsortium von kommunalen Energieversorgungsunternehmen, die Volksinitiative zur Rekommunalisierung in Hamburg und der Volksentscheid über die Offenlegung der Teilprivatisierungsverträge bei den Berliner Wasserbetrieben.
1997 privatisierte die Stadt Stuttgart die Stadtwerke Stuttgart und gründete die Neckarwerke Stuttgart. Bereits im Jahr 2011 wurde die Energieversorgung rekommunalisiert und die Stadtwerke Stuttgart wieder gegründet.
Ein weiteres bevorzugtes Objekt kommunaler Privatisierungen stellen kommunale Krankenhäuser und Altenpflegeheime dar, die oft mehrheitlich oder ganz von den wenigen in Deutschland tätigen privaten Krankenhauskonzernen übernommen wurden. Neben Synergieeffekten durch Mengenrabatte bei Großbestellungen besteht hier die Hoffnung, durch effektivere Geschäftsleitungen, aber auch (für den Arbeitgeber) günstigere Arbeitsbedingungen der Beschäftigten im Rahmen des Ablaufs der Bindungsfrist des § 613a BGB (Betriebsübergang) oder durch Flucht aus der Tarifbindung durch Subunternehmer bislang defizitäre Betriebe in die Gewinnzone zu holen.
Auftragsvergaben der Öffentlichen Hand werden häufig in Form von öffentlich-privaten Partnerschaften (ÖPP) vorgenommen, bei denen Privatunternehmen von einer staatlichen Stelle mit der Planung, der Sanierung, dem Bau und/oder dem Betrieb öffentlicher Einrichtungen beauftragt werden. Dies können Autobahnen, Schulen, Kindertagesstätten, Kliniken, Gefängnisse, Feuer- und Rettungswachen, Schwimmbäder, Verwaltungsgebäude und militärische Einrichtungen sein. ÖPPs werden beschlossen, weil diese im Gegensatz zu Investitionen nach den derzeitigen Statuten die Neuverschuldung nicht erhöhen und somit Verschuldung verschleiert werden kann. Der Bundesrechnungshof kam zu dem Schluss, dass bisherige ÖPP-Fernstraßengroßprojekte des Bundes bis zu 40 Prozent mehr kosteten als die vom Bund finanzierten. Ein wesentlicher Grund hierfür ist, dass der Bund mit seiner hohen Bonität Kredite wesentlich günstiger erhält als Privatunternehmen.

### Situation in Österreich
In Österreich wurden im Zuge der verstärkten Liberalisierung und marktwirtschaftlichen Umgestaltung ab den 1990er-Jahren zahlreiche ehemals staatliche Unternehmen ganz oder teilweise privatisiert. Dies gesaschah größtenteils über die Österreichische Industrieholding AG (ÖIAG), später ÖBIB bzw. ÖBAG.
Privatisiert oder teilprivatisiert wurden u. a.:
- OMV AG (teilweise ab 1987, weitere Verkäufe bis in die 2000er-Jahre; Staat hält heute noch rund 31,5 % über die ÖBAG),
- VOEST-ALPINE STAHL AG (Beginn 1995, bis 2003 vollständig privatisiert)[59]
- VA Tech AG (2000 ausgegliedert und 2005 von Siemens übernommen),
- Böhler-Werke (ab 1995, später Teil von voestalpine),
- Austria Tabak (Mehrheitsverkauf 2001 an Gallaher, später JTI),
- Telekom Austria (börsennotiert seit 2000; seit 2014 Mehrheit bei América Móvil, Staat hält ca. 28 % über ÖBAG),
- Austria Metall AG (AMAG) (vollständig privatisiert 2003, heute börsennotiert),
- VAMED AG (schrittweise Privatisierung, 1990 Mehrheitsbeteiligung an die deutsche Fresenius SE und mehrfach umstrukturiert)
- Österreichische Staatsdruckerei (2000 privatisiert und heute im Privatbesitz und produziert unter anderem Ausweisdokumente und Sicherheitsdrucke)
- Dorotheum GmbH & Co KG (2001 privatisiert und österreichisches Bieterkonsortium aus der Hämmerle Gruppe und Partnern veräusert)
- Österreichische Post AG (seit 2006 börsennotiert und teilprivatisiertung; ÖBAG hält derzeit 52,8 %)

Ein besonders umstrittener Vorgang war der BUWOG-Skandal, der sich aus dem Verkauf von 60.000 Bundeswohnungen im Jahr 2004 ergab. Bei der Privatisierung kam es zu verdeckten Provisionszahlungen. Der damalige Finanzminister Karl-Heinz Grasser sowie mehrere enge Vertraute standen im Fokus strafrechtlicher Ermittlungen. Im März 2025 wurden Grasser und sieben weitere Angeklagte rechtskräftig zu Haftstrafen verurteilt. Dieser Fall gilt in Österreich als Symbol für intransparente Privatisierungspolitik.
Die Österreichischen Bundesbahnen (ÖBB) wurden 1992 als eine Aktiengesellschaft aus dem Bundesbuget ausgegliedert. bei der Strukturreform 2004 in eine Holding und eigene Aktiengesellschaften für Infrastruktur, Personenverkehr und Güterverkehr sowie weiteren Tochtergesellschaften umgewandelt. Alle teile befinden sich weiterhin vollständig im Eigentum der Republik Österreich.

### Situation in der Schweiz
In der Schweiz finden sich staatliche Unternehmen meistens auf Kantons- und Gemeindeebene, der Bund ist nur im Infrastruktur- und Rüstungsbereich unternehmerisch tätig. Viele Bundesbetriebe und kantonale Unternehmen, vor allem im Infrastruktur- und Bankenbereich, wurden bisher nur in privatwirtschaftliche Rechtsformen umgewandelt, jedoch nicht privatisiert. Beispiele dazu sind die SBB, Swisscom, Schweizerische Post, RUAG.

### Situation in Großbritannien
In Großbritannien erfolgte eine große Welle von Privatisierungen während der Regierung von Margaret Thatcher (1979 bis 1990). Bis heute wurden fast alle staatlichen Unternehmen verkauft, hierzu gehören unter anderem:
VerkehrsbereichNational Express Group (1980er), Associated British Ports (1981 bis 1983), British Aerospace (1981 bis 1985), British Leyland (aufgespalten und privatisiert 1982 bis 1988), British Shipbuilders (1983), British Airways (1987) British Airports Authority (1987), Rolls-Royce plc (1987), British Rail (1994–1997). Die Rechtsgrundlagen waren unter anderen der Transport Act 1980, der Transport Act 1985 und der Railways Act 1993
Die Privatisierung der British Rail wurde durch den Railways Act 1993 beschlossen. Das wichtigste Ziel der Privatisierung, die Verringerung staatlicher Subventionen, ist aber verfehlt worden. Der britische Steuerzahler muss heute für die private Bahn weit mehr zahlen, als zu Zeiten von British Rail. Nachdem es aufgrund von unterlassenen Instandhaltungsarbeiten vermehrt zu schwerwiegenden Zugunfällen gekommen war, wurde der Betrieb der Bahnhöfe und des Schienennetzes wieder verstaatlicht. Nach dem Eisenbahnunfall von Southall 1997 war der Eisenbahnunfall von Ladbroke Grove vom 5. Oktober 1999 mit 31 Toten und 296 Verletzten der zweite schwere Eisenbahnunfall, der sich auf der Great Western Main Line ereignete, nur wenige Kilometer östlich der ersten Unfallstelle. Beide Eisenbahnunfälle trugen wesentlich dazu bei, das Vertrauen der Öffentlichkeit in die Privatisierung der Eisenbahn nachhaltig zu erschüttern. Aber erst der Eisenbahnunfall von Hatfield am 17. Oktober 2000 mit vier Toten und 70 Verletzten führte dann zum Zusammenbruch des Eisenbahninfrastrukturunternehmens Railtrack plc., das am 7. Oktober 2001 vom Verkehrsminister Stephen Byers unter Zwangsverwaltung gestellt und am 18. Oktober 2002 aufgelöst wurde. An diesem Tag beschlossen die Aktionäre unter dem Druck der Ereignisse die freiwillige Selbstauflösung des Unternehmens. Die Bahninfrastruktur wurde für 500 Millionen Pfund Sterling an das neu gegründete, nicht gewinnorientierte Unternehmen Network Rail verkauft.
Die staatlichen Zuschüsse gingen in den ersten Jahren der Privatisierung zurück, stiegen aber infolge gestiegener Verkehrsnachfrage um 2002 wieder an.
EnergiebereichBP (1979 bis 1987), Britoil (1982), Enterprise Oil (1984), British Steel (1988), British Coal (1994), British Energy (1996), British Gas plc (aufgespalten und privatisiert 1997)
KommunikationCable and Wireless (1981), British Telecom (1982)
TrinkwasserversorgungThames Water (1989):
Mit der Privatisierung von Trinkwasser im Jahr 1989 verteuerte sich dieses um das Doppelte der Inflationsrate, um 350 %. Um Dividenden von Anlegern (die vor allem wohlhabend sind) zu finanzieren, heben britische Wasserversorger bzw. Wasserwerke ihre Preise bis 2030 noch weiter an. Außerdem begannen die privatisierten britischen Wasserversorger große Menge ungeklärten Abwassers in britische Gewässer abzuleiten.
MedizinAmersham plc (1982)

### Situation in Griechenland
Griechenland hatte bis Ende der 1990er Jahre im Vergleich zu anderen Ländern der damaligen Europäischen Gemeinschaft einen relativ hohen Anteil an in öffentlichen Unternehmen Beschäftigten (13,3 %). Im Juni 2011 beschloss das Athener Parlament mit dem Gesetz zur Mittelfristigen Finanzplanung für die Jahre 2012 bis 2015 detaillierte Privatisierungsziele. Bis 2015 sollten durch dieses „größte Privatisierungsprogramm der Welt“ 50 Milliarden Euro eingenommen werden, damit der Griechische Staat trotz seiner immensen Schulden handlungsfähig bleibt. Anfang 2012 gab der Chef der Privatisierungsbehörde zu, dass die Zahlen auf gut Glück festgelegt wurden und dass das angestrebte Einnahmenziel unrealistisch ist. 2011 habe man nur 1,7 Milliarden statt der geplanten 5 Milliarden Euro einnehmen können. Erst nach der griechischen Finanzkrise gelang es viele Objekte und Beteiligungen erfolgreich zu privatisieren.